# Беловежская пуща (национальный парк)
Национальный парк «Беловежская пуща» (белор. Нацыянальны парк «Белавежская пушча») — белорусское государственное природоохранное учреждение, в ведении которого находятся территории реликтового лесного массива Беловежская пуща. Общая площадь охраняемых земель парка составляет 150 083 га.

## Общие сведения
Протяжённость парка составляет 65 км с севера на юг и от 20 до 52 км с запада на восток. С западной стороны к нему примыкает польский Беловежский национальный парк, площадь которого составляет 10 502 га, а также польские государственные леса. Национальный парк «Беловежская пуща» включает в себя 16 лесничеств и два лесоохотничьих хозяйства: «Шерешево» площадью в 11 520 га и «Выгоновское» площадью 90,9 тыс.га. Территория парка разделена на четыре функциональные зоны:
- заповедная зона, где запрещена любая хозяйственная деятельность (38,8 %);
- зона регулируемого использования (25,3 %);
- рекреационная зона, предназначенная для осуществления туризма и рекреации (5,3 %);
- хозяйственная зона (30,6 %)[3].

Помимо этого, у границ парка установлена буферная зона общей площадью 90 тыс. га (данные 2004 года), где также имеются ограничения на хозяйственную деятельность.
Национальный парк располагается на территории двух областей: Брестской и Гродненской — и трёх районов: Каменецкого, Пружанского и Свислочского. Административный центр находится в агрогородке Каменюки. Парк напрямую подчиняется Управлению делами Президента Республики Беларусь.
Помимо природоохранной деятельности парк занимается научно-исследовательской работой, оказывает туристические услуги и владеет несколькими коммерческими предприятиями: деревообрабатывающим заводом, художественной и таксидермической мастерскими, сельскохозяйственным предприятием. Штат парка превышает 900 человек. Парк является крупным туристическим центром Беларуси, здесь имеются Музей природы, вольеры с животными, отели и гостевые домики, ресторан, спортивные площадки, разработаны туристические маршруты. Посетители могут познакомиться с историческими и культурными памятниками: усадьбой Тышкевичей, старым царским трактом, Каменецкой башней (XIII век). На территории национального парка находится правительственная резиденция «Вискули».

### Поместье белорусского Деда Мороза
На территории национального парка «Беловежская пуща» находится поместье белорусского Деда Мороза. Ежегодно резиденцию белорусского Деда Мороза посещает около 150 тысяч туристов.

## География парка
Рельеф парка полого-холмистый. Высшая точка — 242,5 м, низшая — 143,6 м. На северо-востоке проходит водораздел бассейнов Балтийского и Чёрного морей. Большинство рек парка относятся к бассейну Балтийского моря. Крупнейшие реки: Лесная Правая, Нарев, Наревка. Имеются искусственные водоёмы: самые большие из них водохранилища Лядское и Хмелевское. На водоразделе находится одно из крупнейших в Европе низинных болот мезотрофного типа — Дикое.
Парк относят к южной агроклиматической зоне Беларуси, характеризующейся мягкими зимами и неустойчивым увлажнением. Среднегодовая температура — от 5,1 до 8,5 °C, максимальная — до 36,4 °C, минимальная — до минус 40,1 °C. Среднегодовое количество осадков — 659 мм, при этом две трети его — с апреля по октябрь.

### Почвы
Парк имеет высокое почвенное разнообразие: 8 типов почв, 270 почвенных разностей. Преобладают дерново-подзолистые песчаные почвы.

### Флора
Условия парка создают благоприятные условия для растительности, которой насчитывается более 900 видов. Пуща выделена в особый Беловежский район Неманско-Предполесского округа подзоны грабово-дубово-темнохвойных лесов. Преобладающие породы деревьев — сосна обыкновенная (более половины всех лесов), ель европейская, дуб черешчатый, береза повислая, берёза пушистая, граб, ольха черная, ясень обыкновенный, осина; кустарников — ива, калина обыкновенная, крушина ломкая, лещина обыкновенная, волчье лыко, можжевельник обыкновенный; кустарничков — черника, брусника, вереск, голубика, багульник болотный, клюква болотная. Около ста видов растений и грибов занесено в Красную книгу Беларуси.

### Фауна
Разнообразием отличается и животный мир парка. Количество видов позвоночных животных превышает 300, беспозвоночных — 11 000. Здесь встречаются бобр, белка, волк, лисица, рысь, барсук, куница лесная, ёж, крот, зубр, дикий кабан, олень благородный, косуля, лось, заяц русак, уж обыкновенный, остромордая лягушка, травяная лягушка. Среди птиц самое большое число видов имеют воробьиные, пластинчатоклювые, ржанковые. Наиболее распространённые виды рыб — щука, плотва, линь, ёрш, пескарь, окунь. 112 видов позвоночных и 38 видов насекомых занесены в Красную книгу Белоруссии. Также охраняет крупнейшую популяцию зубров.

## История
Беловежская пуща принадлежала различным государствам, но практически всегда была местом охоты высшей знати. С середины второго тысячелетия начинается интенсификация использования богатств пущи, в том числе вырубаются леса и разрабатываются полезные ископаемые. Однако к тому же самому времени относятся и первые законы об охране пущи: в 1558 году издан указ польского короля об охране охотничьих угодий, а 1577 году под опеку взят зубр. Указ устанавливал ограничения на отлов животных и доступ охотников на территорию пущи.
В 1795 году Беловежская пуща оказывается в составе Российской Империи, что приводит к снижению числа животных из-за охоты. Полностью истребляются бобры и медведи, сокращается поголовье зубров, хотя их отстрел разрешён только по дозволению императора. Происходит передача участков пущи в собственность дворянам с последующим сведением лесов. Пожар 1812 года и нашествие Наполеона наносят пуще дополнительный урон. Только при Александре II она снова становится заповедной и начинается восстановление популяции животных, в том числе за счёт ввоза их из Германии.
В 1888 году Беловежская пуща становится собственностью царской семьи с целью превращения в охотничьи угодья. Во время Первой мировой войны немецкие оккупационные власти начали активную вырубку леса, одновременно выделив центральную часть в качестве «Парка девственной природы». Впоследствии польское правительство создало на его основе Беловежский национальный парк. Часть пущи, оказавшаяся в 1939 году в составе Белорусской ССР, была в декабре того же года объявлена государственным заповедником. Интенсивная вырубка лесов Пущи проводилась немцами и в период оккупации Белоруссии Германией в годы Второй мировой войны. После Второй мировой войны пуща осталась разделённой на польскую и советскую части. Белорусская часть в 1957 году получила новый статус — «Государственное заповедно-охотничье хозяйство», предназначенное для отдыха высших руководителей советского государства и их гостей из дружественных стран. В 1991 году пуща приобрела сегодняшний статус — национального парка.
В 1992 году ЮНЕСКО, ранее в 1979 году включившая польский Беловежский национальный парк в список Всемирного наследия, расширила этот статус и на белорусский национальный парк. В 1993 году ЮНЕСКО в рамках программы «Человек и биосфера» присвоила национальному парку статус биосферного заповедника. Решением сессии Комитета Всемирного наследия от 23 июня 2014 Беловежская пуща, её польская и белорусская части, стала единым трансграничным объектом Всемирного наследия ЮНЕСКО с площадью 141 885 га (из них 81 тысяча гектаров — белорусская часть) и буферной зоной 166 708 га, получившим название Białowieża Forest, Belarus, Poland.
В 1991 году в правительственной резиденции «Вискули» было подписано Беловежское соглашение, оформившее распад СССР.

## Монеты «Национальные парки и заповедники Беларуси»
- Серебряная монета (2001) номиналом 20 рублей массой 33,63 г и диаметром 38,61 мм отчеканена из серебра 925 пробы в качестве пруф на Польском монетном дворе. Дизайн: С. Заскевич. Тираж монеты — 2000 штук.[16]
- Золотая монета (2006) номиналом 50 рублей массой 8 г и диаметром 21 мм отчеканена из золота 900 пробы в качестве пруф на Польском монетном дворе. Дизайн: С. Заскевич. Тираж монеты — 3000 штук.[16]

Аверс: в круге, обрамленном геометрическим орнаментом, – рельефное изображение Государственного герба Республики Беларусь, под ним указан год чеканки, для золотой монеты – проба сплава;
по кругу – надписи: в верхней части – "РЭСПУБЛIКА БЕЛАРУСЬ", в нижней – "ПЯЦЬДЗЕСЯТ РУБЛЁЎ" на золотой монете, "ДВАЦЦАЦЬ РУБЛЁЎ" на серебряной.
Реверс: рельефное изображение головы зубра на фоне стилизованного леса; по кругу надписи: слева вверху – "БЕЛАВЕЖСКАЯ ПУШЧА", внизу – "ЗУБР".
| 2001 |  | Беловежская пуща. Зубр бел. БЕЛАВЕЖСКАЯ ПУШЧА. ЗУБР |
| 2006 |  | Беловежская пуща. Зубр бел. БЕЛАВЕЖСКАЯ ПУШЧА. ЗУБР |